# Strongylophthalmyia spinipalpa
Strongylophthalmyia spinipalpa är en tvåvingeart som beskrevs av Shatalkin 1996. Strongylophthalmyia spinipalpa ingår i släktet Strongylophthalmyia och familjen långbensflugor.
Artens utbredningsområde är Meghalaya (Indien). Inga underarter finns listade i Catalogue of Life.